# Leichtathletik-Weltmeisterschaften 2017/Teilnehmer (Griechenland)
| Gelbes Symbol für Goldmedaillen mit stilisierten Olympischen Ringen | Graues Symbol für Silbermedaillen mit stilisierten Olympischen Ringen | Braundes Symbol für Bronzemedaillen mit stilisierten Olympischen Ringen |
| ------------------------------------------------------------------- | --------------------------------------------------------------------- | ----------------------------------------------------------------------- |
| 1                                                                   | —                                                                     | —                                                                       |

Von Griechenland wurden zwölf Athletinnen und neun Athleten für die Leichtathletik-Weltmeisterschaften 2017 in London nominiert.
Konstandinos Filippidis musste seine Teilnahme absagen, da er sich im Juni beim Training aufgrund eines Schlaglochs im Athener Olympiastadion eine Knieverletzung zugezogen hatte, weshalb er auch gegen den griechischen Staat klagte.

## Ergebnisse

### Frauen

#### Laufdisziplinen
| Athletin            | Disziplin    | Vorlauf | Vorlauf | Halbfinale         | Halbfinale         | Finale             | Finale             |
| Athletin            | Disziplin    | Zeit    | Platz   | Zeit               | Platz              | Zeit               | Platz              |
| ------------------- | ------------ | ------- | ------- | ------------------ | ------------------ | ------------------ | ------------------ |
| Maria Belimbasaki   | 200 m        | 23,16 s | 14      | 23,21 s            | 17                 | nicht qualifiziert | nicht qualifiziert |
| Irini Vasiliou      | 400 m        | 52,61 s | 35      | 53,27 s            | 23                 | nicht qualifiziert | nicht qualifiziert |
| Elisavet Pesiridou  | 100 m Hürden | 13,14 s | 25      | nicht qualifiziert | nicht qualifiziert | nicht qualifiziert | nicht qualifiziert |
| Gloria Privileggio  | Marathon     |         |         |                    |                    | 2:57:06 h          | 71                 |
| Ourania Rembouli    | Marathon     |         |         |                    |                    | DNF                | DNF                |
| Andigoni Drismbioti | 20 km Gehen  |         |         |                    |                    | 1:32:03 h          | 24                 |
| Despina Zapounidou  | 20 km Gehen  |         |         |                    |                    | DNF                | DNF                |

#### Sprung/Wurf
| Athletin                  | Disziplin      | Qualifikation | Qualifikation | Finale             | Finale             |
| Athletin                  | Disziplin      | Weite/Höhe    | Platz         | Weite/Höhe         | Platz              |
| ------------------------- | -------------- | ------------- | ------------- | ------------------ | ------------------ |
| Tatiana Gousin            | Hochsprung     | 1,85 m        | 26            | nicht qualifiziert | nicht qualifiziert |
| Ekaterini Stefanidi       | Stabhochsprung | 4,60 m        | 1             | 4,91 m NR          | Gold               |
| Chaido Alexouli           | Weitsprung     | 5,94 m        | 26            | nicht qualifiziert | nicht qualifiziert |
| Paraskevi Papachristou    | Dreisprung     | 13,75 m       | 20            | nicht qualifiziert | nicht qualifiziert |
| Chrysoula Anagnostopoulou | Diskuswurf     | 56,91 m       | 22            | nicht qualifiziert | nicht qualifiziert |

### Männer

#### Laufdisziplinen
| Athlet                      | Disziplin    | Vorlauf | Vorlauf | Halbfinale         | Halbfinale         | Finale             | Finale             |
| Athlet                      | Disziplin    | Zeit    | Platz   | Zeit               | Platz              | Zeit               | Platz              |
| --------------------------- | ------------ | ------- | ------- | ------------------ | ------------------ | ------------------ | ------------------ |
| Lykourgos-Stefanos Tsakonas | 200 m        | 20,37 s | 11      | 20,73 s            | 21                 | nicht qualifiziert | nicht qualifiziert |
| Konstandinos Douvalidis     | 110 m Hürden | 13,62 s | 28      | nicht qualifiziert | nicht qualifiziert | nicht qualifiziert | nicht qualifiziert |
| Alexandros Papamichail      | 20 km Gehen  |         |         |                    |                    | 1:23:56 h          | 42                 |

#### Sprung/Wurf
| Athlet               | Disziplin      | Qualifikation | Qualifikation | Finale             | Finale             |
| Athlet               | Disziplin      | Weite/Höhe    | Platz         | Weite/Höhe         | Platz              |
| -------------------- | -------------- | ------------- | ------------- | ------------------ | ------------------ |
| Emmanouil Karalis    | Stabhochsprung | 5,45 m        | 17            | nicht qualifiziert | nicht qualifiziert |
| Miltiadis Tendoglou  | Weitsprung     | 7,79 m        | 19            | nicht qualifiziert | nicht qualifiziert |
| Dimitris Tsiamis     | Dreisprung     | 16,06 m       | 28            | nicht qualifiziert | nicht qualifiziert |
| Michalis Anastasakis | Hammerwurf     | 70,94 m       | 28            | nicht qualifiziert | nicht qualifiziert |
| Ioannis Kyriazis     | Speerwurf      | 84,60 m       | 6             | 84,52 m            | 6                  |